# Niels Giffey
Niels Giffey (Berlino, 8 giugno 1991) è un cestista tedesco.

## Carriera
Ha militato nei Connecticut Huskies in NCAA e vanta 118 presenze nella Germania, con cui si è laureato campione del mondo nel 2023. Dopo le Olimpiadi di Parigi del 2024 concluse al 4º posto (miglior piazzamento della storia della nazionale tedesca), il 30 Ottobre 2024 annuncia il ritiro dalla nazionale: "Per me è sempre stato un grande onore giocare per la Nazionale. Mi sono identificato totalmente con essa e ci ho sempre messo il cuore e l'anima. La Nazionale per me è stata assolutamente una famiglia, non è mai stata una decisione difficile venire a giocare per la Germania. Gli ultimi quattro anni in particolare sono stati super emozionanti, la prima qualificazione olimpica, gli Europei di casa, la Coppa del Mondo, poi di nuovo le Olimpiadi, un periodo davvero, davvero fantastico. Ma ho preso la decisione adesso perché voglio passare un po' di tempo con la famiglia e fare altre cose. È un impegno enorme che prendi ogni estate e più invecchi, ti rendi conto che vuoi prenderti il tempo per stabilire le tue priorità in modo diverso. Ora non vedo l'ora che arrivino nuovi tipi di estati. Prima di decidere ho scambiato idee con quasi tutti i miei compagni di squadra".

## Statistiche

### College
| Anno       | Squadra       | PG  | PT | MP   | TC%  | 3P%  | TL%  | RP  | AP  | PRP | SP  | PP  |
| ---------- | ------------- | --- | -- | ---- | ---- | ---- | ---- | --- | --- | --- | --- | --- |
| 2010-2011† | UConn Huskies | 41  | 10 | 9,9  | 40,3 | 32,4 | 81,0 | 1,4 | 0,4 | 0,2 | 0,1 | 2,2 |
| 2011-2012  | UConn Huskies | 30  | 4  | 11,7 | 44,6 | 42,9 | 79,2 | 1,5 | 0,4 | 0,3 | 0,2 | 2,6 |
| 2012-2013  | UConn Huskies | 28  | 1  | 21,0 | 41,7 | 29,4 | 87,8 | 3,6 | 0,6 | 0,9 | 0,3 | 4,9 |
| 2013-2014† | UConn Huskies | 40  | 16 | 24,7 | 54,0 | 48,3 | 72,7 | 3,8 | 0,8 | 0,7 | 0,5 | 8,4 |
| Carriera   | Carriera      | 139 | 31 | 16,7 | 47,6 | 42,1 | 78,9 | 2,5 | 0,6 | 0,5 | 0,3 | 4,6 |

### Eurolega
| Anno      | Squadra         | PG  | PT | MP   | TC%  | 3P%  | TL%  | RP  | AP  | PRP | SP  | PP  |
| --------- | --------------- | --- | -- | ---- | ---- | ---- | ---- | --- | --- | --- | --- | --- |
| 2014-2015 | Alba Berlino    | 24  | 15 | 15,2 | 44,3 | 39,6 | 40,0 | 2,3 | 0,2 | 0,5 | 0,1 | 4,9 |
| 2019-2020 | Alba Berlino    | 28  | 8  | 18,9 | 48,6 | 47,8 | 85,1 | 2,2 | 1,2 | 0,8 | 0,3 | 8,8 |
| 2020-2021 | Alba Berlino    | 24  | 5  | 20,0 | 48,7 | 41,8 | 79,2 | 2,9 | 1,4 | 0,8 | 0,4 | 8,1 |
| 2021-2022 | Žalgiris Kaunas | 28  | 5  | 16,4 | 43,1 | 34,5 | 88,2 | 2,7 | 0,8 | 0,6 | 0,1 | 5,6 |
| 2022-2023 | Bayern Monaco   | 26  | 4  | 19,4 | 50,0 | 48,2 | 92,9 | 2,6 | 0,7 | 0,7 | 0,0 | 6,8 |
| 2023-2024 | Bayern Monaco   | 31  | 7  | 13,1 | 38,2 | 27,7 | 73,3 | 1,7 | 0,4 | 0,5 | 0,0 | 3,0 |
| Carriera  | Carriera        | 161 | 44 | 17,0 | 46,2 | 40,5 | 82,3 | 2,4 | 0,8 | 0,6 | 0,2 | 6,1 |

## Palmarès

### Club
- Campione NCAA (2011, 2014)
- Campionato tedesco: 4

Alba Berlino: 2019-2020, 2020-2021
Bayern Monaco: 2023-2024, 2024-2025
- Coppa di Germania: 4

Alba Berlino: 2016, 2019-2020
Bayern Monaco: 2022-2023, 2023-2024
- Coppa di Lituania: 1

Žalgiris Kaunas: 2021-2022
- Supercoppa tedesca: 1

Alba Berlino: 2014

### Nazionale
- Mondiali:

 Cina 2023
- Europei:

 Germania 2022